# Teófano, o Recluso
Teófano, o Recluso, também conhecido como Teófano Zatvornik ou Teófanes o Recluso (em russo:  Феофа́н Затво́рник, 10 de janeiro de 1815 – 10 de janeiro de 1894), é um conhecido santo da Igreja Ortodoxa Russa.

## Vida
Teófano nasceu no dia 10 de janeiro de 1815 como Georgy Vasilievich Govorov (em russo:  Георгий Васильевич Говоров), em uma vila em Chernavsk no Império Russo. Seu pai era um sacerdote ortodoxo. Foi educado em seminários de Oryol e Kiev. Em 1841 foi ordenado, se tornou um monge e adotou o nome Teófano. Algum tempo depois se tornou bispo de Tambov.
Teófano é bem conhecido nos dias de hoje pelos seus diversos livros que escreveu sobre a vida espiritual, principalmente no que tange a vida cristã e a introdução dos jovens na fé. Também teve um importante papel traduzindo a Filocália do eslavo eclesiástico para o russo. A Filocália é um clássico da espiritualidade ortodoxa, composta de uma coleção de obras dos padres da igreja que foram editadas e colocadas em um conjunto de quatro volumes nos séculos XVII e XVIII. Um tema recorrente é o desenvolvimento de uma vida interior de orações contínuas, aprendendo a "rezar sem cessar" como São Paulo ensinou na Primeira Carta aos Tessalonicenses.
Teófano morreu no dia 6 de janeiro de 1894 e permaneceu por três dias em sua igreja. São Teófano foi enterrado na igreja de Kazan no monastério de Vysha.

## Veneração
Teófano foi canonizado no milésimo aniversário do batismo da Rússia em 1988. O ato de canonização declarou que seu "profundo entendimento dos ensinamentos cristãos, tanto na teoria quanto na prática e como consequência disso, a importância e santidade em sua vida fazem com que sua obra seja considerada um desenvolvimento da obra dos Santos Padres, preservando a pureza ortodoxa e a iluminação divina". Sua festa litúrgica é celebrada no dia 6 ou 10 de janeiro.